# Купріянов Степан Андрійович
Степан Андрійович Купріянов (1935, село Галузія, тепер Камінь-Каширського району Волинської області — 14 лютого 2022, місто Луцьк Волинської області) — радянський діяч, секретар Волинського обласного комітету КПУ, головний конструктор Луцького автомобільного заводу, голова Волинського обласного комітету народного контролю.

## Біографія
У 1954—1959 роках — студент факультету механізації сільського господарства Львівського сільськогосподарського інституту, інженер-механік.
У 1960—1961 роках — інженер, у 1961—1968 роках — заступник головного конструктора, в 1968—1970 роках — головний конструктор Луцького автомобільного заводу.
Член КПРС.
У 1973—1983 роках — завідувач промислово-транспортного відділу Волинського обласного комітету КПУ.
22 січня 1983 — 14 квітня 1990 року — секретар Волинського обласного комітету КПУ з питань промисловості.
З квітня 1990 до 1991 року — голова Волинського обласного комітету народного контролю.
З 1995 року — на пенсії в Луцьку.
Помер 14 лютого 2022 року в місті Луцьку.

## Нагороди та відзнаки
- орден Трудового Червоного Прапора
- ордени
- медалі
- Грамота Президії Верховної Ради УРСР (9.04.1985)